# Salvia arizonica
Salvia arizonica är en kransblommig växtart som beskrevs av Asa Gray. Salvia arizonica ingår i släktet salvior, och familjen kransblommiga växter. Inga underarter finns listade i Catalogue of Life.